# Route départementale 401 (Haïti)
Pour les articles homonymes, voir Route 401.
La route départementale 401, ou RD 401, est une route départementale d'Haïti, reliant Aquin à Jacmel.

## Présentation
La RN 401 part du Bois d'Ormes à Aquin puis elle traverse d'ouest en Est des zones côtières pour la plupart peu peuplées, traversant les villages de Mouillage Fouquet et Hatte Joli Boispuis elle entre dans la commune de Côtes-de-Fer.
Ensuite, la RN 401 longe la côte en traversant Sous Fort, Plaine-Marion, Marion, La Source, Plaine-Galbi, Mayombe, Pointe Ravine-Blanche.

## Tracé
- Aquin
- Bainet
- Jacmel